# Lluís Homar

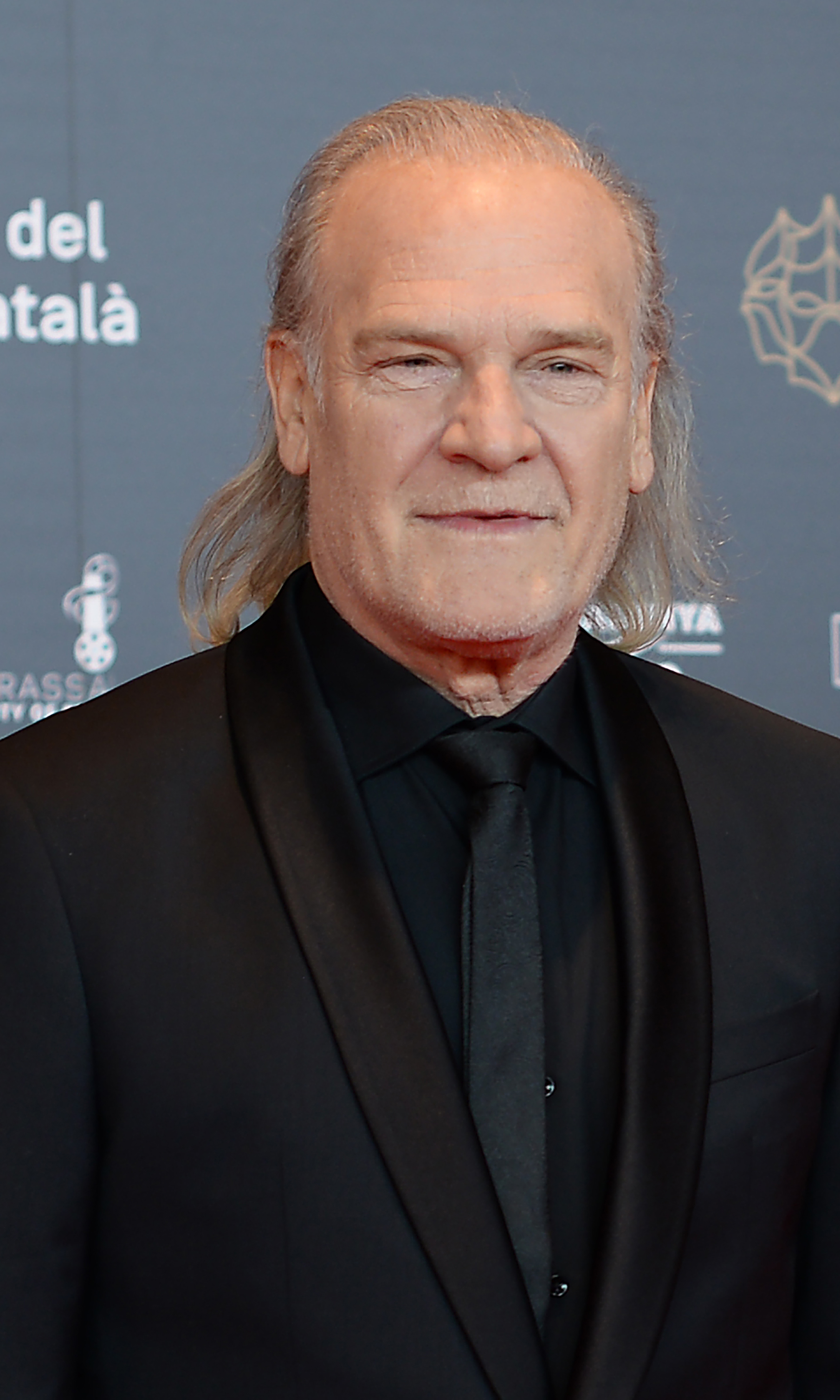
Lluís Homar

Lluís Homar Toboso (Barcelona, Catalunha, 21 de abril de 1957) é um ator e diretor teatral catalão que estudou na Universidade Autônoma de Barcelona.
Em 2006 foi premiado pela Generalitat da Catalunha 	
com o Prêmio Nacional de Teatro por sua interpretação do monólogo "O drama humano", de Thomas Bernhard, dirigido por Xavier Albertí e estreou no "Teatre Lliure", em Barcelona.